# The Cramps
The Cramps var ett amerikanskt psychobillyband. Bandet bildades 1976 av sångaren Lux Interior (Erick Lee Purkhiser) och gitarristen Poison Ivy (Kristy Marlana Wallace).
Lux Interior avled 4 februari 2009 och bandet beslutade då att avsluta karriären.

## Medlemmar
Senaste medlemmar
- Lux Interior (Erick Purkhiser) – sång (mars 1976–4 februari 2009; död 2009)
- Poison Ivy (Kristy Wallace) – sologitarr (mars 1976–2009)
- Harry Drumdini (Harry Meisenheimer) – trummor (februari 1993–juli 2003, augusti 2006–2009)

Tidigare medlemmar
- Bryan Gregory (Greg Beckerleg) – gitarr (april 1976–maj 1980; död 2001)
- Pam Ballam (Pam Beckerleg) – trummor (april 1976–september 1976)
- Miriam Linna – trummor (oktober 1976–juni 1977)
- Nick Knox – trummor (juli 1977–januari 1991)
- Julien Grindsnatch – gitarr (juli 1980–september 1980)
- Kid Congo Powers (Brian Tristan) – gitarr (december 1980–september 1983)
- Mike Metoff (som Ike Knox) – gitarr (oktober 1983–november 1983, januari 1984–juli 1984)
- Jim Sclavunos – trummor (1984)
- Touch Hazard – basgitarr (1985)
- Fur (Jennifer Dixon) – basgitarr (mars 1986–maj 1986)
- Candy del Mar – bas (juli 1986-januari 1991)
- Slim Chance – basgitarr (mars 1991–augusti 1998)
- Nickey Alexander – trummor (juni 1991–januari 1993)
- Doran Shelley – basgitarr (1996–1998)
- SugarPie Jones – basgitarr (2000)
- "Jungle" Jim Chandler – trummor (Europaturnén 2004)
- Bill "Buster" Bateman – trummor (juni 2004–augusti 2006)
- Scott "Chopper" Franklin – basgitarr, gitarr (januari 2002–september 2006)
- Jen Hanrahan – kastanjetter (juni 2000–augusti 2000)
- Sean Yseult (Shauna Reynolds) – basgitarr (oktober/november 2006)

## Diskografi

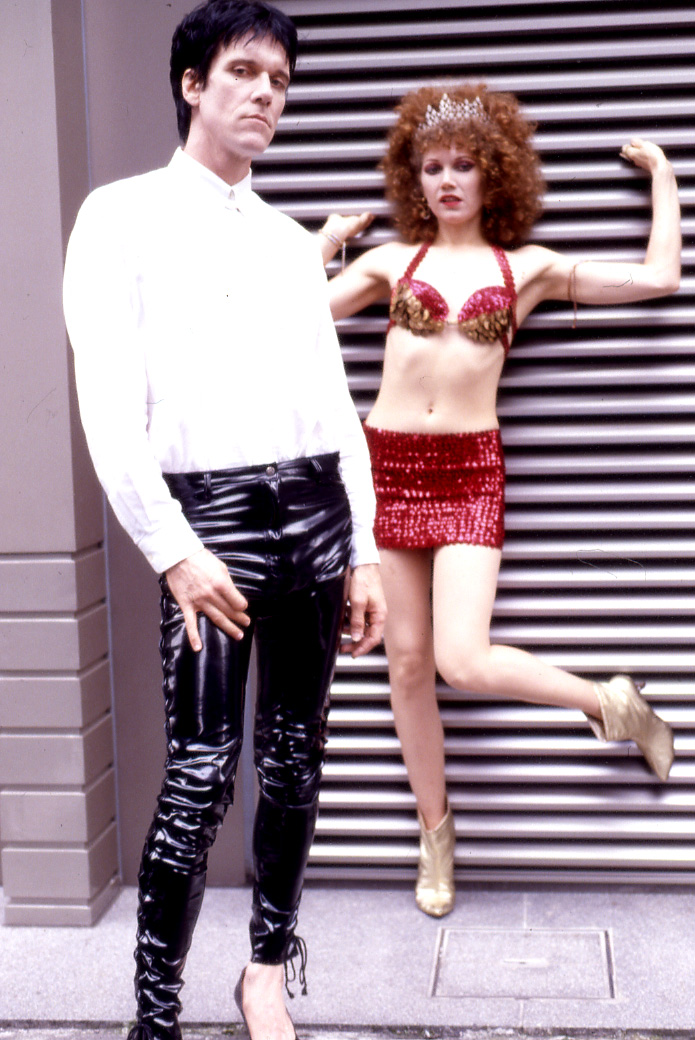
Lux Interior och Poison Ivy i Tokyo, 1990

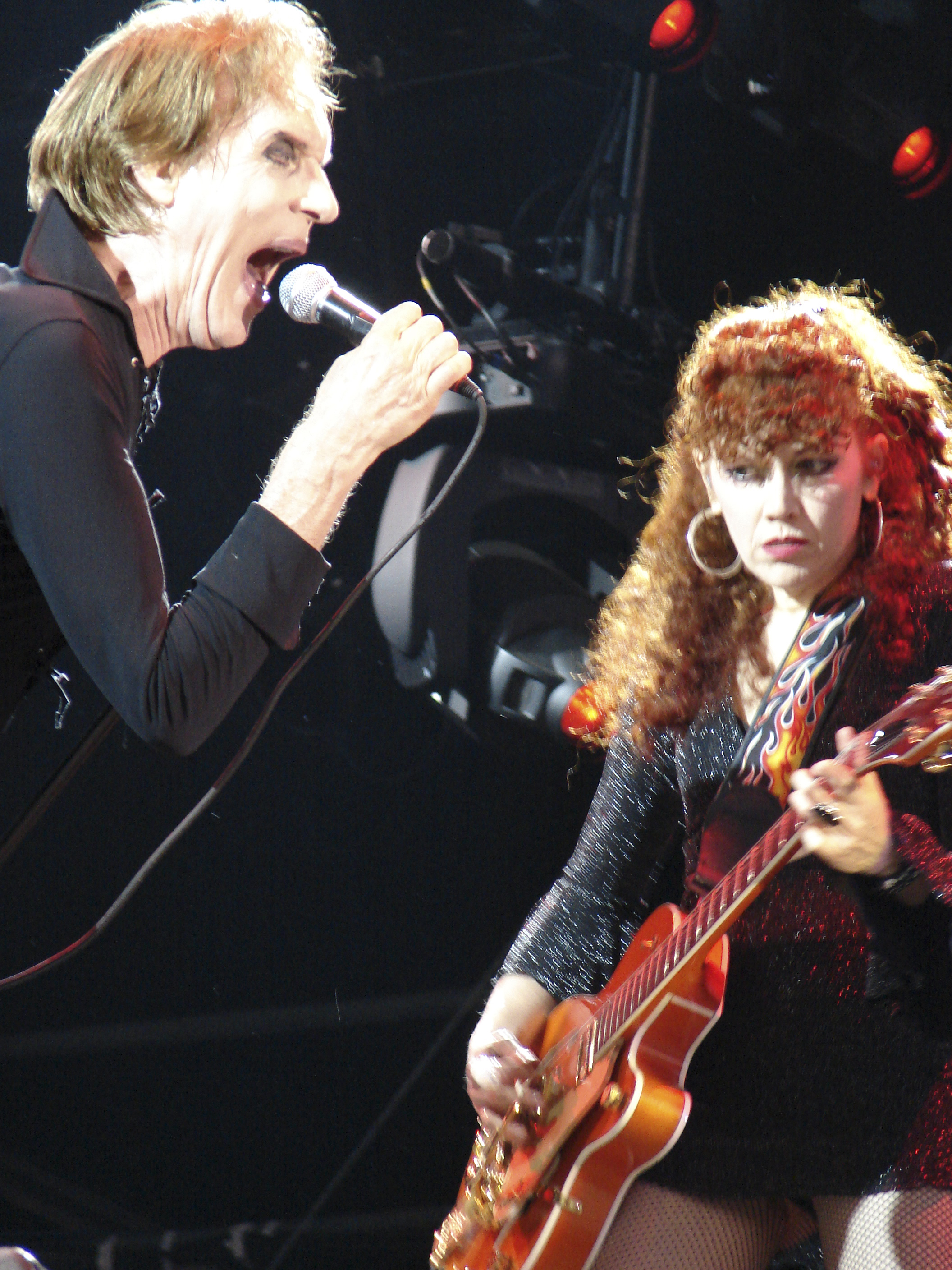
The Cramps anses vara pionjärer inom psychobilly.

### Album
- 1979 – Gravest Hits
- 1979 – Songs the Lord Taught Us
- 1981 – Psychedelic Jungle
- 1983 – Smell of Female
- 1983 – Off the Bone (samling)
- 1984 – Bad Music for Bad People (samling)
- 1986 – A Date with Elvis
- 1987 – Rockin n Reelin in Auckland New Zealand (live)
- 1988 – What's Inside a Ghoul
- 1989 – Psychedelic Jungle/Gravest Hits (samling)
- 1990 – Stay Sick!
- 1991 – Look Mom No Head!
- 1994 – Flamejob
- 1997 – Big Beat from Badsville
- 1998 – Greatest Hits (samling)
- 2003 – Fiends of Dope Island
- 2004 – How to Make a Monster (samling)